# Hiroaki Abe
Hiroaki Abe (Japans: 阿部 弘毅, Abe Hiroaki) (Yonezawa, 15 maart 1889 - Kamakura, 6 februari 1949) was een admiraal in de Japanse Keizerlijke Marine tijdens de Tweede Wereldoorlog, onder meer de slag om Guadalcanal.

## Loopbaan
Abe studeerde op 19 juli 1911 af aan de Academie van de Japanse Keizerlijke Marine als 26e van 148 cadetten. Hij diende als adelborst op de kruiser Soya en op slagschip Mikasa. Als Op 1 december 1912 werd hij vaandrig en diende hij op de kruisers Nisshin en Chikuma en op slagschip Kongō.
Hij specialiseerde zich in torpedo's en scheepsgeschut, werd op 1 december 1914 bevorderd tot onderluitenant en diende op de torpedobootjager Akebono en dan op de kruiser Chitose. Op 1 december 1917 werd hij luitenant.
Na de Eerste Wereldoorlog vervulde hij functies bij de generale staf. Op 20 juli 1922 kreeg hij het bevel over de torpedobootjager Ushio en dan de Hatsuyuki. Op 1 december 1923 werd hij lieutenant commander. In 1925 was hij kapitein van de torpedobootjager Kaki.
In 1926 studeerde hij aan het College voor Oorlog op Zee. Op 10 december 1928 werd hij commandant en op 1 december 1932 kapitein-ter-zee.
In 1936 kreeg hij het bevel over de kruiser Jintsu en in 1937 over het slagschip Fusō.

## Tweede Wereldoorlog

### Pearl Harbor en Wake
Op 15 november 1938 werd Abe schout-bij-nacht en kreeg hij het bevel over de 8e divisie kruisers tijdens de aanval op Pearl Harbor en de Slag bij Wake.

### Oostelijke Salomonseilanden en Santa Cruz
Tijdens de Slag om Guadalcanal leidde hij de voorhoede in de Zeeslag bij de Oostelijke Salomonseilanden van 23 tot 25 augustus 1942 en de Zeeslag bij de Santa Cruz-eilanden van 26 tot 28 oktober en op 1 november werd hij viceadmiraal.

### Zeeslag bij Guadalcanal
Tijdens de Zeeslag bij Guadalcanal op 12 en 13 november moest hij het strategisch belangrijke vliegveld Henderson Field op Guadalcanal beschieten, maar hij vluchtte toen schout-bij-nacht Daniel J. Callaghan verscheen met Task Group 67.4.
Abe verloor zijn vlaggenschip, slagschip Hiei en twee torpedobootjagers.
Abe raakte gewond en zijn stafchef sneuvelde door mitrailleurvuur van de torpedobootjager USS Laffey (DD-459). Abe bracht die torpedobootjager nadien tot zinken.
Admiraal Isoroku Yamamoto onthief Abe van zijn bevel en ontsloeg hem in maart 1943 uit de Japanse Keizerlijke Marine.